# برش نهایی (فیلم ۱۹۸۳)
برش نهایی (به انگلیسی: The Final Cut) نام یک فیلم چند آهنگه از گروه موسیقی پینک فلوید است که در سال ۱۹۸۳ برای آلبوم برش نهایی منتشر شد.در این فیلم ۱۹ دقیقه‌ای ۴ موزیک ویدئو شامل شده است که به دنبال هم قرار گرفته‌اند.از الکس مک‌اوی که در فیلم دیوار پینک فلوید نقش معلم را بازی کرده بود نیز در این فیلم استفاده شده است.

## لیست آهنگ‌ها
1. رویای توپچی
2. برش نهایی
3. جان، الان نه
4. خانه یادگاری فلچر